# Nucleo di Poisson
Nella teoria del potenziale, il nucleo di Poisson è un nucleo integrale, utilizzato per risolvere l'equazione di Laplace in due dimensioni, fissate delle condizioni al contorno di Dirichlet sul disco unitario. Il nucleo, che deve il suo nome al matematico francese Siméon-Denis Poisson, può essere interpretato come la derivata della funzione di Green per l'equazione di Laplace.
I nuclei di Poisson trovano spesso applicazione nella teoria del controllo e nei problemi dell'elettrostatica in due dimensioni. A livello pratico, si estende la definizione dei nuclei di Poisson a problemi n-dimensionali.

## Nuclei in due dimensioni

### Sul disco unitario
Nel piano complesso, il nucleo di Poisson per il disco unitario è dato da
{\displaystyle P_{r}(\theta )=\sum _{n=-\infty }^{\infty }r^{|n|}e^{in\theta }={\frac {1-r^{2}}{1-2r\cos \theta +r^{2}}}=\operatorname {Re} \left({\frac {1+re^{i\theta }}{1-re^{i\theta }}}\right),\ \ \ 0\leq r<1.}
Questa espressione può essere interpretata in due modi: sia come una funzione di {\displaystyle r} e {\displaystyle \theta }, sia come una famiglia di funzioni di {\displaystyle \theta } identificate da {\displaystyle r}.
Se {\displaystyle D=\{z:|z|<1\}} è il disco unitario aperto in {\displaystyle \mathbb {C} }, {\displaystyle T} è il bordo del disco su cui è definita una funzione {\displaystyle f} in {\displaystyle L^{1}(T)}, allora la funzione {\displaystyle u} definita da
{\displaystyle u(re^{i\theta })={\frac {1}{2\pi }}\int _{-\pi }^{\pi }P_{r}(\theta -t)f(e^{it})\,\mathrm {d} t,\ \ \ 0\leq r<1}
è armonica in {\displaystyle D} e ha un limite radiale che coicide con {\displaystyle f} quasi ovunque sul bordo {\displaystyle T} del disco.
Il fatto che il valore di {\displaystyle u} sul bordo è {\displaystyle f} si può dimostrare notando che se {\displaystyle r\to 1}, le funzioni {\displaystyle P_{r}(\theta )} formano una unità approssimata nell'algebra di convoluzione {\displaystyle L^{1}(T)}. Come operatori lineari, tendono puntualmente alla delta di Dirac su {\displaystyle L^{p}(T)}. Per il principio del massimo, {\displaystyle u} è l'unica funzione armonica su {\displaystyle D} che soddisfa le condizioni.
Le convoluzioni con questa unità approssimata forniscono un esempio di nucleo di sommabilità per la serie di Fourier di una funzione in {\displaystyle L^{1}(T)} (Katznelson 1976). Sia {\displaystyle f\in L^{1}(T)} e {\displaystyle \{f_{k}\}} la rispettiva serie di Fourier. Dopo la trasformata di Fourier, la convoluzione con {\displaystyle P_{r}(\theta )} diventa la moltiplicazione con la successione {\displaystyle \{r^{|k|}\}\in l^{1}}. Prendendo la trasformata inversa di Fourier del prodotto {\displaystyle \{r^{|k|}f_{k}\}}, si ottiene la media di Abel {\displaystyle A_{r}f} di {\displaystyle f}:
{\displaystyle A_{r}f(e^{2\pi ix})=\sum _{k\in \mathbf {Z} }f_{k}r^{|k|}e^{2\pi ikx}.}
Riarrangiando questa serie assolutamente convergente si mostra che {\displaystyle f} è il valore al bordo di {\displaystyle g+h}, dove sono rispettivamente una funzione olomorfa e antiolomorfa in {\displaystyle D}.
Quando si richiede inoltre che l'estensione armonica sia olomorfa, allora le soluzioni sono elementi di uno spazio di Hardy. Questo è vero quando i coefficienti negativi di Fourier di {\displaystyle f} sono nulli. In particolare, il nucleo di Poisson viene comunemente usato per dimostrare l'equivalenza degli spazi di Hardy sul disco e il cerchio unitario.
Lo spazio delle funzioni che sono limiti su {\displaystyle T} di funzioni in {\displaystyle H^{p}(z)} viene indicato con {\displaystyle H^{p}(T)}. È un sottospazio chiuso di {\displaystyle L^{p}(T)} (almeno per {\displaystyle p\geq 1}). Dal momento che {\displaystyle L^{p}(T)} è uno spazio di Banach (per {\displaystyle 1\leq p\leq \infty }), anche {\displaystyle H^{p}(T)} lo è.

### Sul semipiano superiore
Il disco unitario può essere mappato in modo conforme al semipiano superiore attraverso certe trasformazioni di Mobius. Poiché la mappa conforme di una funzione armonica è anch'essa armonica, il nucleo di Poisson si trasferisce al semipiano superiore. In questo caso, il nucleo di Poisson prende la forma
{\displaystyle u(x+iy)=\int _{-\infty }^{\infty }P_{y}(x-t)f(t)dt,\qquad y>0.}
Il nucleo stesso è dato da
{\displaystyle P_{y}(x)={\frac {1}{\pi }}{\frac {y}{x^{2}+y^{2}}}.}
Data una funzione {\displaystyle f\in L^{p}(\mathbb {R} )}, lo spazio Lp delle funzioni integrabili sulla retta reale, {\displaystyle u} può essere interpretata come un'estensione armonica di {\displaystyle f} nel semipiano superiore. In analogia al caso del disco unitario, quando {\displaystyle u} è olomorfa nel semipiano superioere, allora {\displaystyle u} è un elemento delle spazio di Hardy, {\displaystyle H^{p}}, e in particolare
{\displaystyle \|u\|_{H^{p}}=\|f\|_{L^{p}}}
Quindi, come prima, lo spazio di Hardy {\displaystyle H^{p}} sul semipiano superiore è uno spazio di Banach, e la sua restrizione all'asse reale è un sottospazio chiuso di {\displaystyle L^{p}(\mathbb {R} ).} La situazione è solo analoga al caso del disco unitario; la misura di Lebesgue per il cerchio unitario è finita, al contrario di quella dell'asse reale.

## Generalizzazione in n dimensioni

### Sulla palla n-dimensionale
Per la palla di raggio {\displaystyle r}, {\displaystyle B_{r}\subset \mathbb {R} ^{n},} il nucleo di Poisson diventa
{\displaystyle P(x,\zeta )={\frac {r^{2}-|x|^{2}}{r\omega _{n-1}|x-\zeta |^{n}}}}
dove {\displaystyle x\in B_{r}}, {\displaystyle \zeta \in S} (la superficie di {\displaystyle B_{r}}), e {\displaystyle \omega _{n-1}} è l' area della (n−1)-sfera.
Allora, se {\displaystyle u(x)} è una funzione continua definita su {\displaystyle S}, il corrispondente integrale di Poisson è la funzione {\displaystyle P[u](x)} definita da
{\displaystyle P[u](x)=\int _{S}u(\zeta )P(x,\zeta )d\sigma (\zeta ).}
Si può mostrare che {\displaystyle P[u](x)} è armonica sulla palla {\displaystyle B_{r}} e che si estende a una funzione continua sulla palla chiusa di raggio {\displaystyle r}, con il valore sul bordo che coincide con la funzione iniziale {\displaystyle u}.

### Sul semispazio superiore
Si può ottenere l'espressione per il nucleo di Poisson anche nel semispazio superiore.  Si indichino le coordinate cartesiane standard di {\displaystyle \mathbb {R} ^{n+1}} con
{\displaystyle (t,x)=(t,x_{1},\dots ,x_{n}).}
Il semispazio superiore è l'insieme definito da
{\displaystyle H^{n+1}=\{(t;\mathbf {x} )\in \mathbb {R} ^{n+1}\mid t>0\}.}
Il nucleo di Poisson per {\displaystyle H^{n+1}} è dato da
{\displaystyle P(t,x)=c_{n}{\frac {t}{(t^{2}+|x|^{2})^{(n+1)/2}}}}
dove
{\displaystyle c_{n}={\frac {\Gamma [(n+1)/2]}{\pi ^{(n+1)/2}}}.}
Il nucleo di Poisson appare naturalmente come la trasformata di Fourier del nucleo di Abel
{\displaystyle K(t,\xi )=e^{-2\pi t|\xi |}}
in cui {\displaystyle t} assume il ruolo del parametro ausiliario, cioè
{\displaystyle P(t,x)={\mathcal {F}}(K(t,\cdot ))(x)=\int _{\mathbb {R} ^{n}}e^{-2\pi t|\xi |}e^{-2\pi i\xi \cdot x}\,d\xi .}
In particolare, appare chiaro dalle proprietà della trasformata di Fourier che, almeno formalmente, la convoluzione
{\displaystyle P[u](t,x)=[P(t,\cdot )*u](x)}
è una soluzione dell'equazione di Laplace nel semispazio positivo.  Si può anche mostrare che se {\displaystyle t\to 0}, {\displaystyle P[u](t,x)\to u(x)} in un  senso appropriato.